# Tulsidas
Tulsidas (hinduski izgovor: ; 1532–1623), takođe poznat kao Gosvami Tulsidas, bio je hinduski višnuistički svetac i pesnik, poznat po svojoj predanosti božanstvu Rami. Tulsidas je napisao nekoliko popularnih dela na sanskrtu i avadskom jeziku. On je najpoznatiji kao autor epa Ramačaritmanas, prepričavanje sanskritske Ramajane zasnovanog na Ramovom životu na narodnom govoru hinduskog jezika avadi.
Tulsidas je proveo veći deo svog života u gradu Varanasi. Tulsi Gat na reci Gang u Varanasiju dobio je ime po njemu. On je osnovao hram Sankatmočan posvećen lordu Hanumanu u Varanasiju, za koga se verovalo da stoji na mestu gde je on video na božanstvo. Tulsidas je započeo predstave Ramlila, narodno-pozorišnu adaptaciju Ramajane.
Poznat je kao jedan od najvećih pesnika u hinduskoj, indijskoj i svetskoj literaturi. Uticaj Tulsidasa i njegovih dela na umetnost, kulturu i društvo u Indiji je široko rasprostranjen i do danas se viđa u narodnom jeziku, Ramlila predstavama, hindustanskoj klasičnoj muzici, popularnoj muzici i televizijskim serijama.

## Literatura
- Dwivedi, Hazari Prasad (2008). हिन्दी साहित्य की भूमिका [Introduction to Hindi Literature] (на језику: Hindi). New Delhi, India: Rajkamal Prakashan Pvt Ltd. ISBN 9788126705795.
- Dwivedi, Hazari Prasad (2009). हिन्दी साहित्य: उद्भव और विकास [Hindi Literature: Beginnings and Developments] (на језику: Hindi). New Delhi, India: Rajkamal Prakashan Pvt Ltd. ISBN 9788126700356.
- Growse, Frederic Salmon (1914). The Rámáyana of Tulsi Dás (Sixth, revised and corrected изд.). Allahabad, India: Ram Narain Lal Publisher and Bookseller. Приступљено 10. 7. 2011.
- Indradevnarayan (1996) [1937]. कवितावली [Collection of Kavittas] (47th изд.). Gorakhpur, Uttar Pradesh, India: Gita Press. 108.
- Handoo, Chandra Kumari (1964). Tulasīdāsa: Poet, Saint and Philosopher of the Sixteenth Century. Bombay, Maharashtra, India: Orient Longmans. ASIN B001B3IYU8.
- Lamb, Ramdas (jul 2002). Rapt in the Name: The Ramnamis, Ramnam, and Untouchable Religion in Central India. Albany, New York, United States of America: State University of New York Press. ISBN 9780791453858.
- Lutgendorf, Philip (23. 7. 1991). The Life of a Text: Performing the 'Ramcaritmanas' of Tulsidas. Berkeley, California, United States of America: University of California Press. ISBN 9780520066908.
- Lutgendorf, Philip (2007). Hanuman's Tale: The Messages of a Divine Monkey (Illustrated изд.). New York City, United States of America: Oxford University Press. ISBN 9780195309218.
- Macfie, J. M. (23. 5. 2004). The Ramayan of Tulsidas or the Bible of Northern India. Whitefish, Montana, United States of America: Kessinger Publishing, LLC. ISBN 9781417914982. Приступљено 24. 6. 2011.
- Mishra, Jwalaprasad (septembar 2010) [1858]. श्रीगोस्वामितुलसीदासजीकृत रामायण: विद्यावारिधि पं० ज्वालाप्रसादजीमिश्रकृत संजीवनीटीकासहित [The Ramayana composed by Goswami Tulsidas: With the Sanjivani commentary composed by Vidyavaridhi Pandit Jwalaprasad Mishra] (на језику: Hindi). Mumbai, India: Khemraj Shrikrishnadass.
- Pandey, Ram Ganesh (2008) [2003]. तुलसी जन्म भूमि: शोध समीक्षा [The Birthplace of Tulasidasa: Investigative Research] (на језику: Hindi) (Corrected and extended изд.). Chitrakuta, Uttar Pradesh, India: Bharati Bhavan Publication.
- Poddar, Hanuman Prasad (1996) [1940]. दोहावली [Collection of Dohas] (на језику: Hindi) (37th изд.). Gorakhpur, Uttar Pradesh, India: Gita Press. 107.
- Poddar, Hanuman Prasad (1997) [1921]. विनयपत्रिका [Petition of Humility] (на језику: Hindi) (47th изд.). Gorakhpur, Uttar Pradesh, India: Gita Press. 105.
- Prasad, Ram Chandra (2008) [1988]. Tulasidasa's Shri Ramacharitamanasa: The Holy Lake Of The Acts Of Rama (Illustrated, reprint изд.). Delhi, India: Motilal Banarsidass. ISBN 9788120804432.
- Publisher, Gita Press (2004). Śrīrāmacaritamānasa or The Mānasa lake brimming over with the exploits of Śrī Rāma (with Hindi text and English translation). Gorakhpur, Uttar Pradesh, India: Gita Press. ISBN 8129301466.
- Publisher, Gita Press (2007). श्रीरामचरितमानस मूल गुटका (विशिष्ट संस्करण) [Śrīrāmacaritamānasa Original Booklet (Special Edition)] (на језику: Hindi) (9th изд.). Gorakhpur, Uttar Pradesh, India: Gita Press. ISBN 978-8129310903. 1544.
- Ralhan, O. P. (1997). The great gurus of the Sikhs, Volume 1. New Delhi, India: Anmol Publications Pvt Ltd. ISBN 9788174884794.
- Rambhadracharya, Swami (7. 4. 2008). श्रीरामचरितमानस – भावार्थबोधिनी हिन्दी टीका (तुलसीपीठ संस्करण) [Śrīrāmacaritamānasa – The Bhāvārthabodhinī Hindi commentary (Tulasīpīṭha edition)] (PDF) (на језику: Hindi) (3rd изд.). Chitrakuta, Uttar Pradesh, India: Jagadguru Rambhadracharya Handicapped University. Архивирано из оригинала (PDF) 19. 08. 2014. г. Приступљено 11. 7. 2011.
- Shukla, Usha Devi (2002). „Gosvāmī Tulasīdāsa and the Rāmacaritamānasa”. Rāmacaritamānasa in South Africa. New Delhi, India: Motilal Banarsidass. ISBN 9788120818934.
- Singh, Uday Bhanu (2005). तुलसी [Tulsidas] (на језику: Hindi). New Delhi, India: Rajkamal Prakashan Pvt Ltd. ISBN 9788171197361.
- Singh, Uday Bhanu (2008). तुलसी काव्य मीमांसा [Investigation into the poetry of Tulsidas] (на језику: Hindi). New Delhi, India: Rajkamal Prakashan Pvt Ltd. ISBN 9788171196869.
- Tripathi, Shiva Kumar (2004). „Who and What was Tulsidas?”. A Garden of Deeds: Ramacharitmanas, a Message of Human Ethics. Bloomington, Indiana, United States of America: iUniverse. ISBN 9780595307920.
- Flood, Gavin D. (2003). The Blackwell Companion to Hinduism (Illustrated изд.). Hoboken, New Jersey, United States of America: Wiley-Blackwell. ISBN 9780631215356.
- Simoons, Frederick J. (1998). Plants of life, plants of death (1st изд.). Madison, Wisconsin, United States of America: University of Wisconsin Press. ISBN 9780299159047.
- Monier-Williams, Sir Monier (2005) [1899]. A Sanskrit-English dictionary: etymologically and philologically arranged with special reference to cognate Indo-European languages. New Delhi, India: Motilal Banarsidass. ISBN 9788120831056.
- Lutgendorf, Philip (1994). „The quest for the legendary Tulsidās”.  Ур.: Callewaert, Winand M.; Snell, Rupert. According to Tradition: Hagiographical Writing in India. Wiesbaden, Germany: Otto Harrassowitz Verlag. ISBN 9783447035248.